# Відстійник

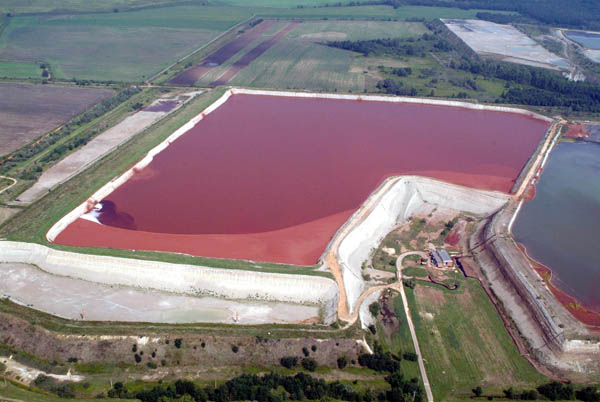
Водойма-відстійник алюмінієвого заводу в м. Айка, Угорщина, із червоним шламом. У 2010 році дамба відстійника прорвала, спричинивши маштабну аварію.

Відсті́йники — штучні резервуари або водойми для виділення з шахтних, кар'єрних і виробничих стічних вод завислих домішок, осадження їх при невеликій швидкості потоку, а також для очищення стічних вод за допомогою реагентів. Облаштовуються також для попереднього очищення води у спеціальних свердловинах (глухі труби, що встановлюються нижче фільтрів), в шахтних стволах, біля насосних станцій головного і дільничного водовідливу (головні і дільничні водозбірники), а для остаточної очистки води — на поверхні землі.

## Відстійники у гірництві

Схематичний переріз відстійника із збиранням осаду

У гірничій практиці для заключного очищення вод, які скидаються шахтами, кар'єрами, збагачувальними фабриками, застосовують ставки-відстійники і резервуари.
Ставки-відстійники до 0,3 км² (в ср. 0,13 км²) розміщують в залежності від рельєфу місцевості: на пологих майданчиках, узгір'ях, в балках. Іноді став може обслуговувати декілька шахт (кар'єрів). Злив відстояної води з них проводиться через спеціальний поріг. Воду з ставків-відстійників відводять до стаціонарних насосних станцій і відкачують споживачам і в річки. Іноді перекачку води з ставка-відстійника здійснюють плавучими насосними станціями, змонтованими на понтонах.

### Нетипові і типові відстійники
Відстійники за видом резервуарів поділяються на нетипові і типові.
Нетипові являють собою ємкості на поверхні землі різних розмірів і форми (звичайно прямокутної). Після заповнення до граничної висоти прояснена вода відкачується насосами.
Типові залізобетонні відстійники розділяють на радіальні, вертикальні і горизонтальні.

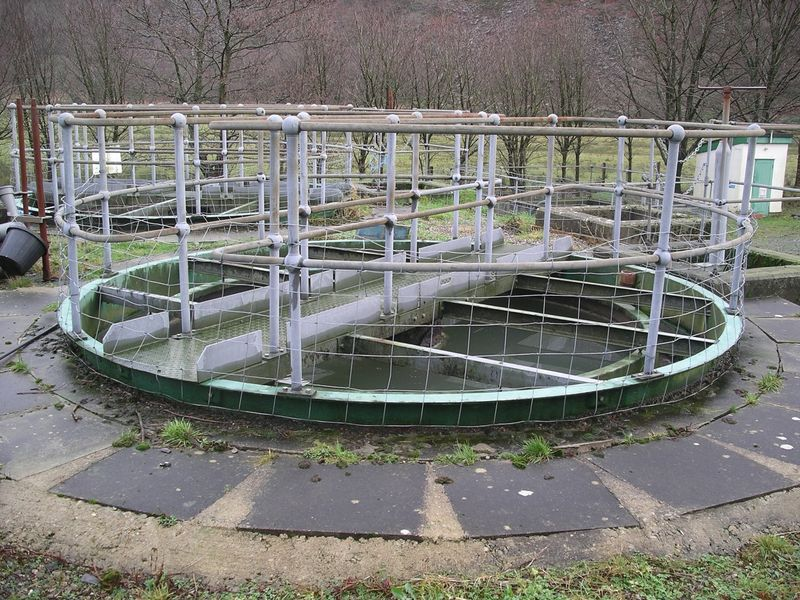
Танк-відстійник первинної очистки

Радіальний відстійник являє собою круглий резервуар діаметром до 100 м з конічним днищем.
Вертикальний відстійник являє собою круглий (діаметр 5-10 м і висотою циліндричної частини до 7 м) або квадратний в плані резервуар (14Х14 м) з конічним днищем (нахил стінок 50-70о). Очищена вода рухається знизу вгору і після відстою зливається в кільцевий жолоб; твердий компонент осаджується в конічні частини відйстіника.
Горизонтальні відстіники являють собою довгасті по ходу руху води резервуари. Відстояна вода надходить через розподільчий лоток і дірчасту перегородку в робочу частину відстійника. Для видалення осаду вздовж робочих коридорів по грязьовому приямку укладаються перфоровані труби, з яких осад видавлюється внаслідок дії тиску води. Прояснена (відстояна) вода збирається лотком або перфорованою трубою. Для інтенсифікації процесу осадження у відстіниках застосовують різні коагулянти і флокулянти (сірчанокислий алюміній, сірчанокисле залізо, вапно, поліакриламід та ін.), що подаються в спеціальні камери.
Очищені шахтні і кар'єрні води використовуються на виробничі потреби підприємства (гасіння відвалів, гідрозакладка, боротьба з пилом на поверхні шахт і кар'єрів, мокре збагачення тощо).

### Лабораторний відстійник
Застосовується для оцінки седиментаційної стабільності суспензій і гідросумішей.
Відстійник ОМ-2  являє собою циліндричну посудину, в якій внизу вмонтована мензурка. Посудина закривається кришкою об’єм 50 см3. Відстійник заповнюють водою до половини і наливають у нього 50 см3 промивальної рідини. Потім заповнюють решту об’єму водою до отвору (450 см3 води і 50 см3 суспензії, наприклад, промивальної рідини). Після інтенсивного збовтування відстійник встановлюють вертикально і залишають у спокої на 1 хв. Процентний вміст піску чисельно дорівнює подвоєному об’єму осаду у мензурці, що утворився за час спокою.